# Níjnie Issadi
Níjnie Issadi (en rus: Нижние Исады) és un poble del krai de Perm, a Rússia, que en el cens del 2010 tenia 42 habitants.